# Ordre royal du Cambodge
L'ordre royal du Cambodge (Khmer : « គ្រឿងឥស្សរិយយសព្រះរាជាណាចក្រកម្ពុជា » Krœăng Ĕssârĭyôyôs Preăh Réachéanachâkr Kâmpŭchéa) est un ordre honorifique fondé le 8 février 1864 par le roi du Cambodge Norodom Ier alors sous protectorat français du Cambodge.
Il est toujours décerné par l'actuel royaume du Cambodge et s'agit de la deuxième décoration dans l'ordre de préséance après le Grand ordre national du Mérite.

## Histoire
L'ordre est fondé le 8 février 1864 par le roi du Cambodge Norodom 1er, dès que le protectorat de la France lui permit de se dégager de la tutelle du Siam. L'attribution de la première croix de commandeur à Ernest Doudart de Lagrée, celle de grand-officier à l'amiral Pierre de la Grandière et le grand cordon à l'Empereur Napoléon III.

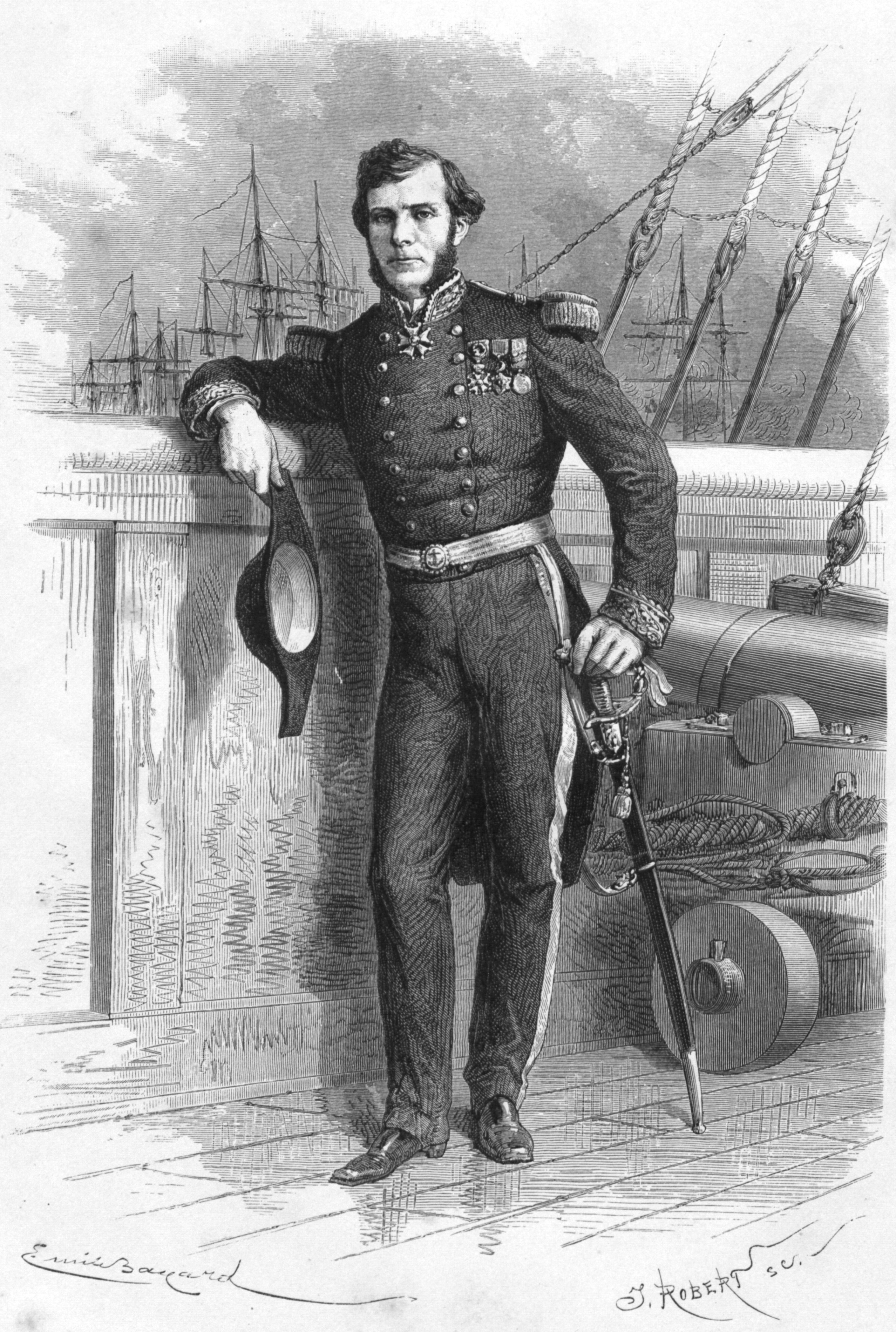
Ernest de Lagrée
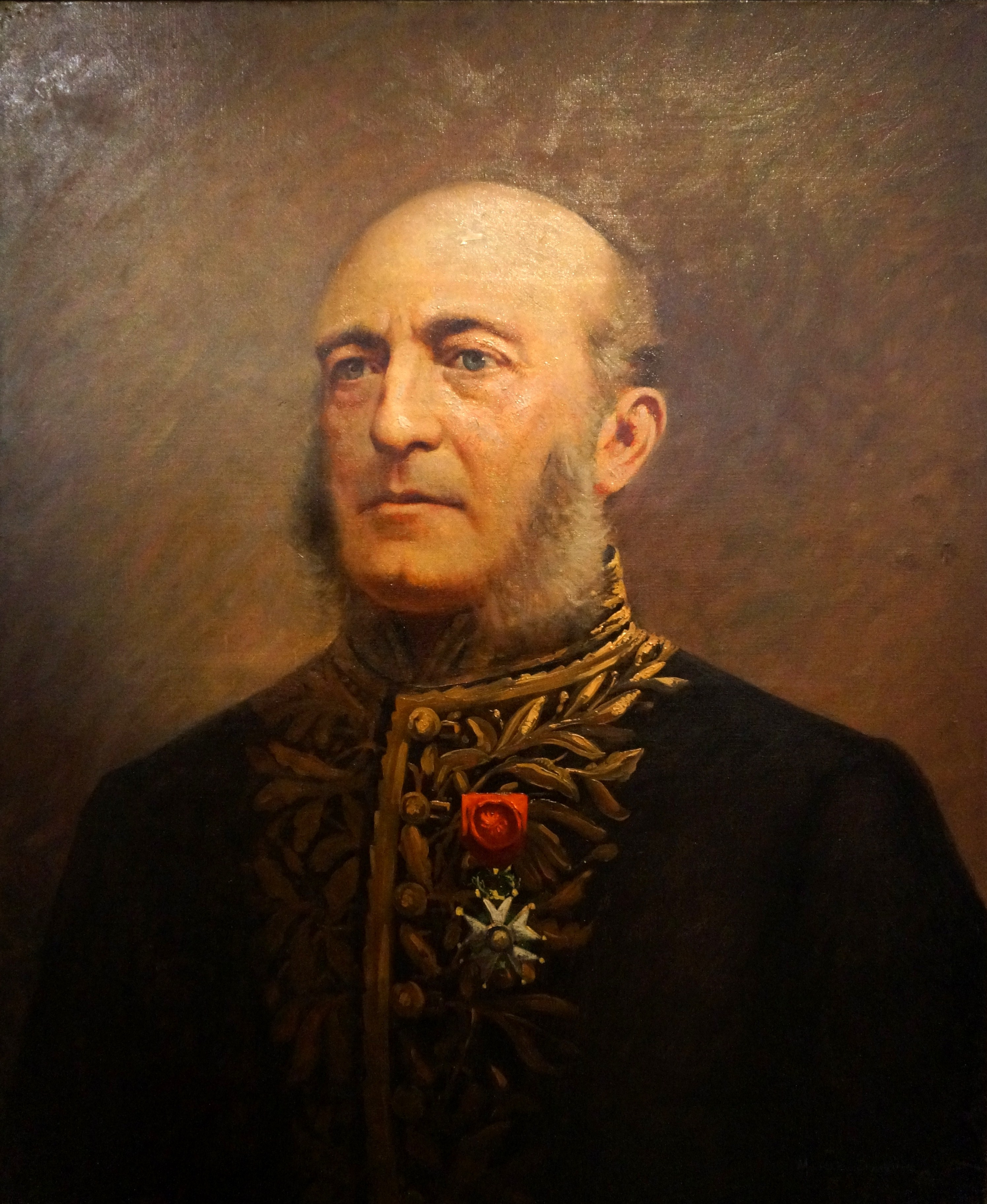
Pierre de la Grandière
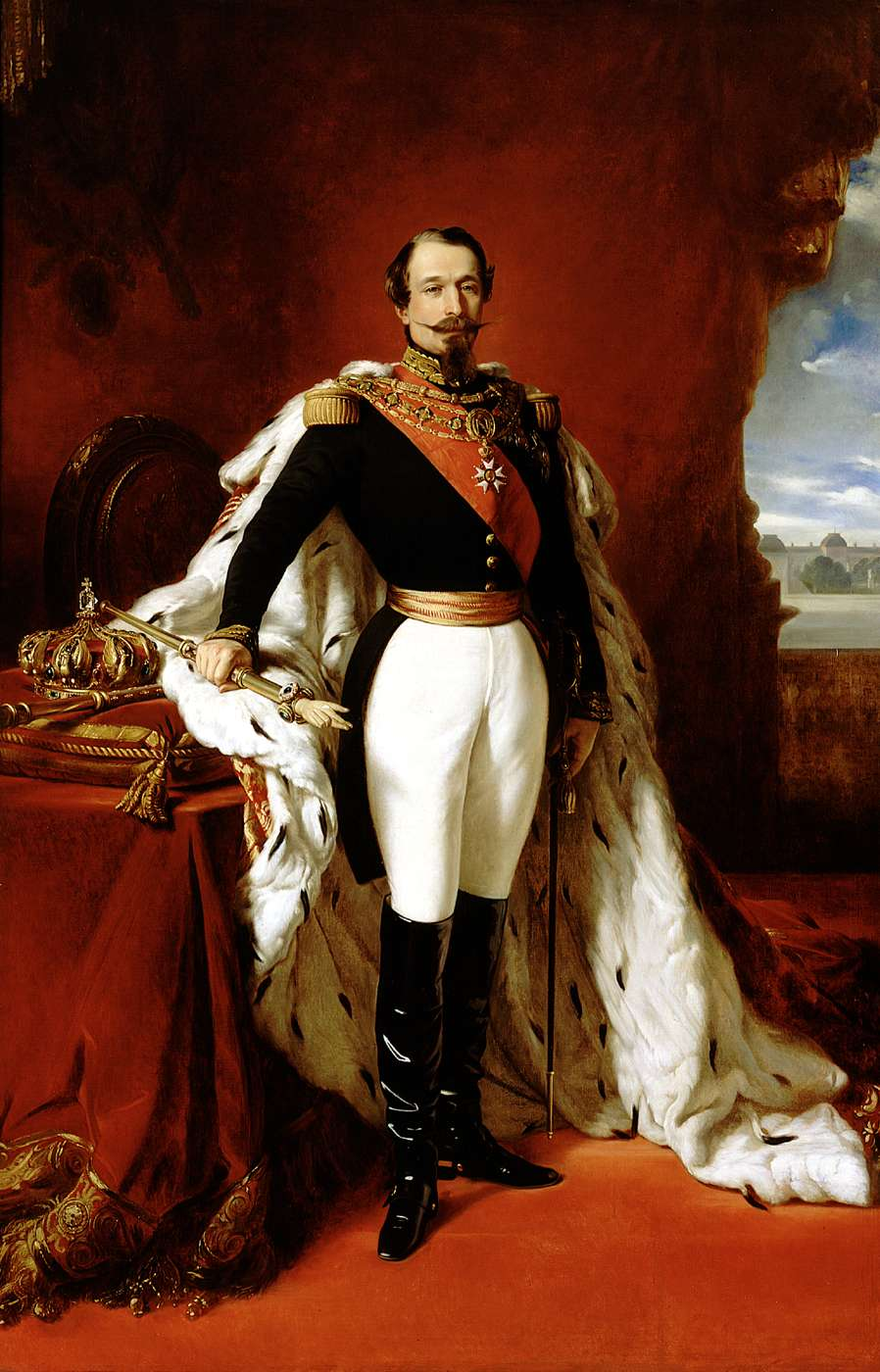
Napoléon III

Il devint un ordre colonial français par décret du 10 mai 1896 attribué indifféremment. Il fut alors décerné tant par le roi du Cambodge que par le président de la République française.
L'« ordre royal du Cambodge » décerné par le roi servait à distinguer les civils et les militaires, sujets du roi ou étrangers, qui s'en étaient rendus dignes, tandis que l'« ordre du Cambodge » décerné par la France, était attribué aux fonctionnaires français, officiers (et aux sous-officiers pour le grade de chevalier) ayant servi avec distinction période de dix années dans les troupes de la coloniale ou de la marine en Indochine.
Suite au décret du 5 décembre 1899, le ruban, originellement rouge à liserés verts devint blanc à liserés orange pour que la boutonnière ne soit plus confondue avec la Légion d'honneur. Ce ruban blanc à liserés orange étant d'ailleurs l'ancien ruban de l'Ordre du Dragon d'Annam lorsqu'il était décerné à titre militaire par l'Empereur d'Annam de 1886 à 1896, date à laquelle il devint lui-même un ordre colonial.
| Évolution des barrettes de rappel portées sur les uniformes | Évolution des barrettes de rappel portées sur les uniformes | Évolution des barrettes de rappel portées sur les uniformes | Évolution des barrettes de rappel portées sur les uniformes | Évolution des barrettes de rappel portées sur les uniformes | Évolution des barrettes de rappel portées sur les uniformes |
| ----------------------------------------------------------- | ----------------------------------------------------------- | ----------------------------------------------------------- | ----------------------------------------------------------- | ----------------------------------------------------------- | ----------------------------------------------------------- |
| Avant 1899                                                  | Chevalier                                                   | Officier                                                    | Commandeur                                                  | Grand officier                                              | Grand-croix                                                 |
| Entre 1899-1948                                             | Chevalier                                                   | Officier                                                    | Commandeur                                                  | Grand officier                                              | Grand-croix                                                 |

Par décret du 25 août 1948, redevenu ordre national cambodgien, cet ordre retrouva son ruban d'origine rouge à liserés verts et son appellation unique « ordre royal du Cambodge ».

Abandonné par la dynastie des Khmers rouges en 1975, cependant, durant son exil, le prince Sihanouk continuera à en attribuer les insignes. Suite au retour à la tête de l’état du Cambodge du Roi Norodom Sihanouk, l’ordre royal du Cambodge a été réinstitué par décret royal du 5 octobre 1995.

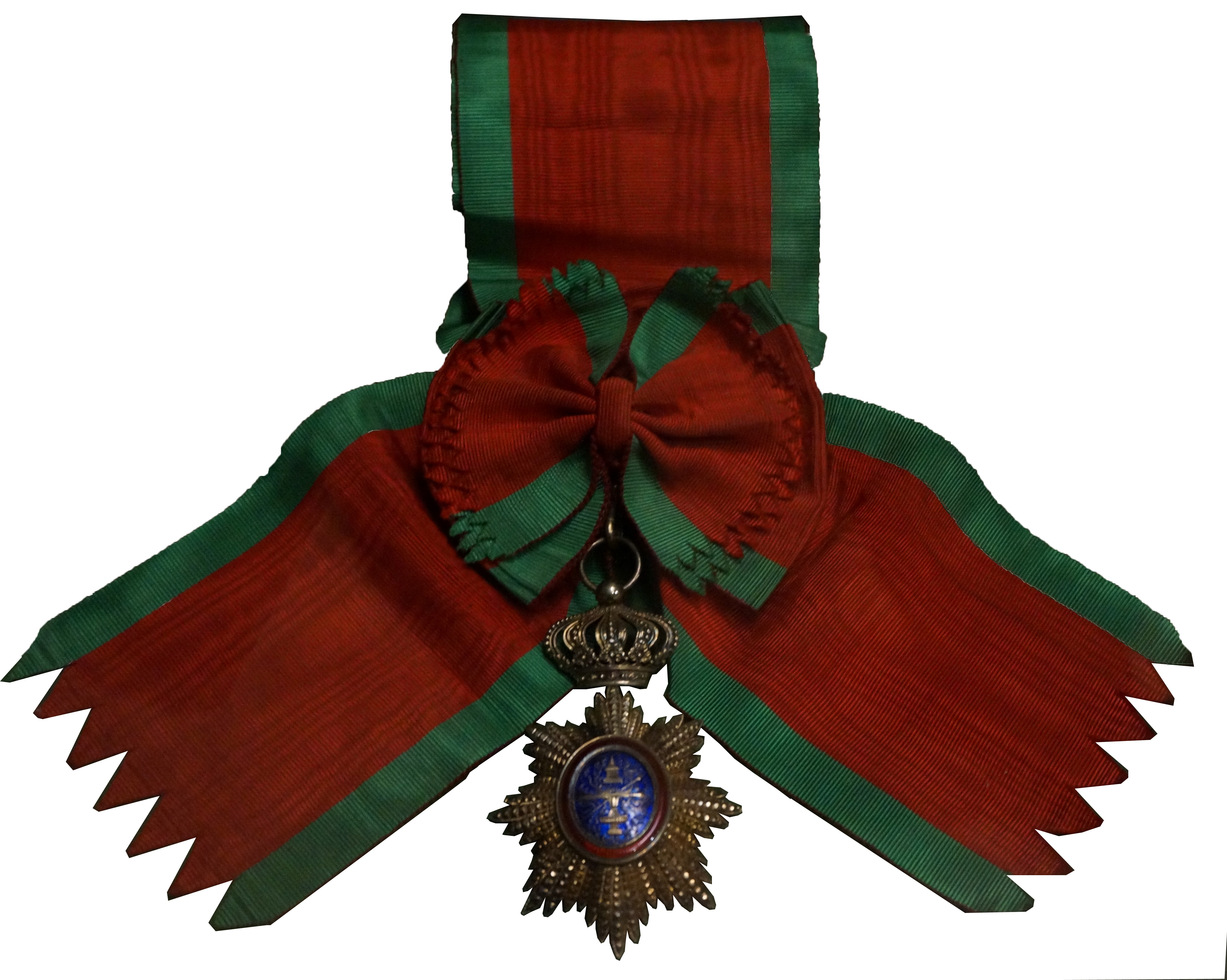
Grand-croix de l’ordre royal du Cambodge du maréchal Joffre, conservée au musée de l'Armée de Paris.
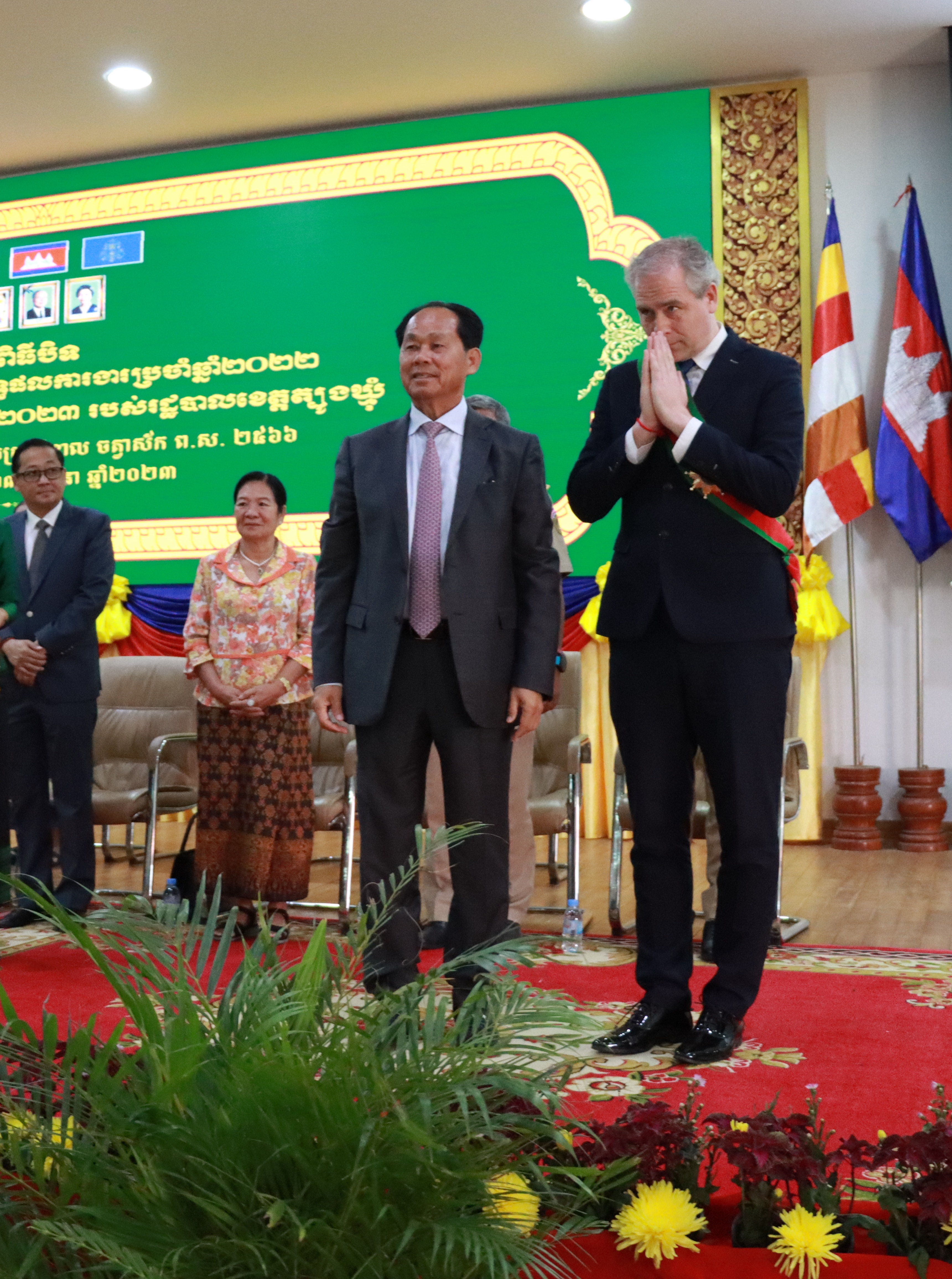
IL. Chea Sophara (Vice-Premier ministre du Cambodge) remet au Néerlandais Björn Stenvers (PDG de la Eye Care Foundation) la distinction de Chevalier Grand-Croix du Cambodge
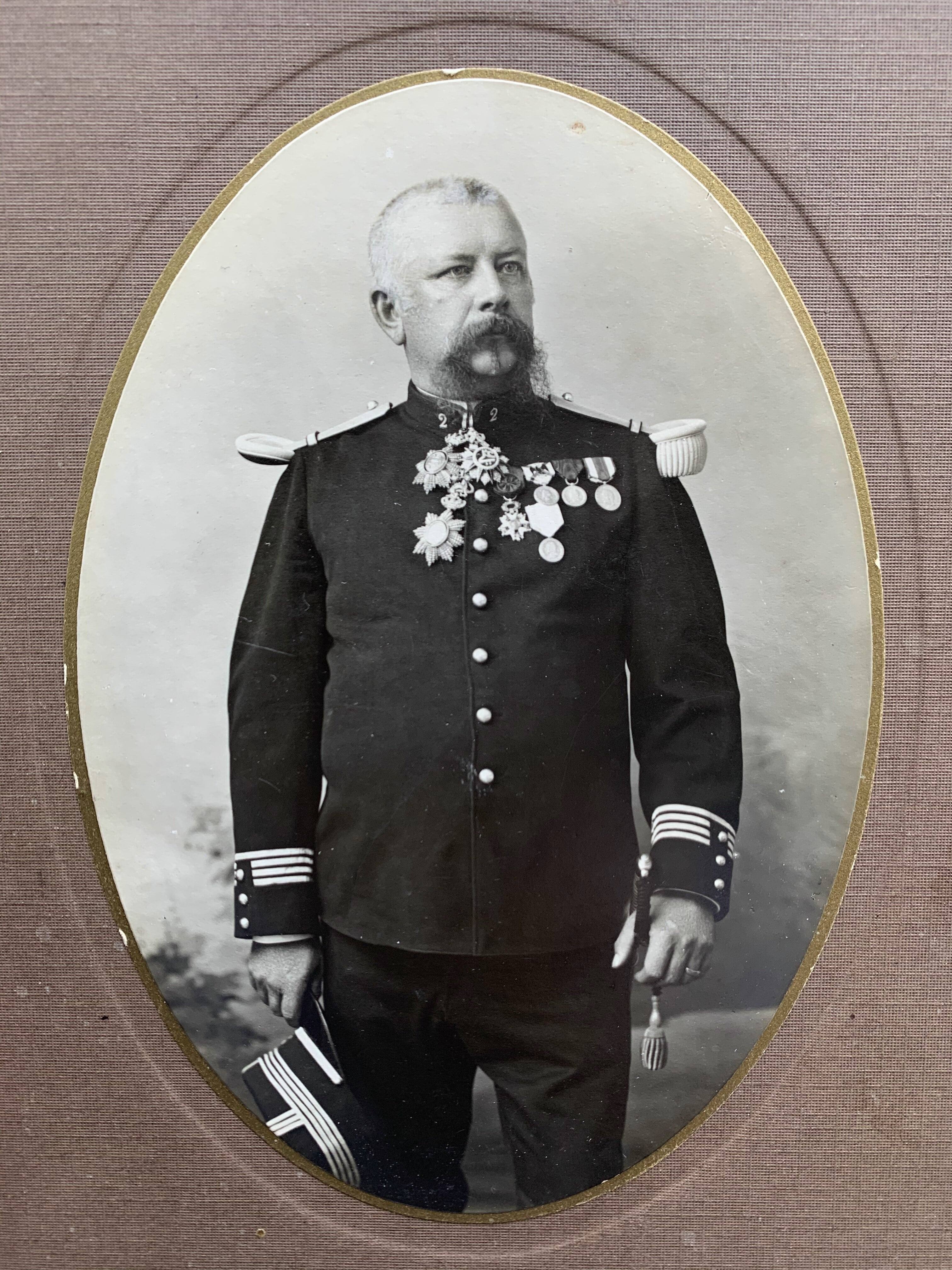
Antoine-Léonor de Perier avec l'étoile de commandeur de l'ordre du Cambodge
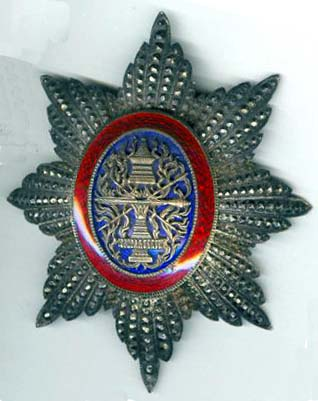
Modèle de plaque de grand officier avant 1948
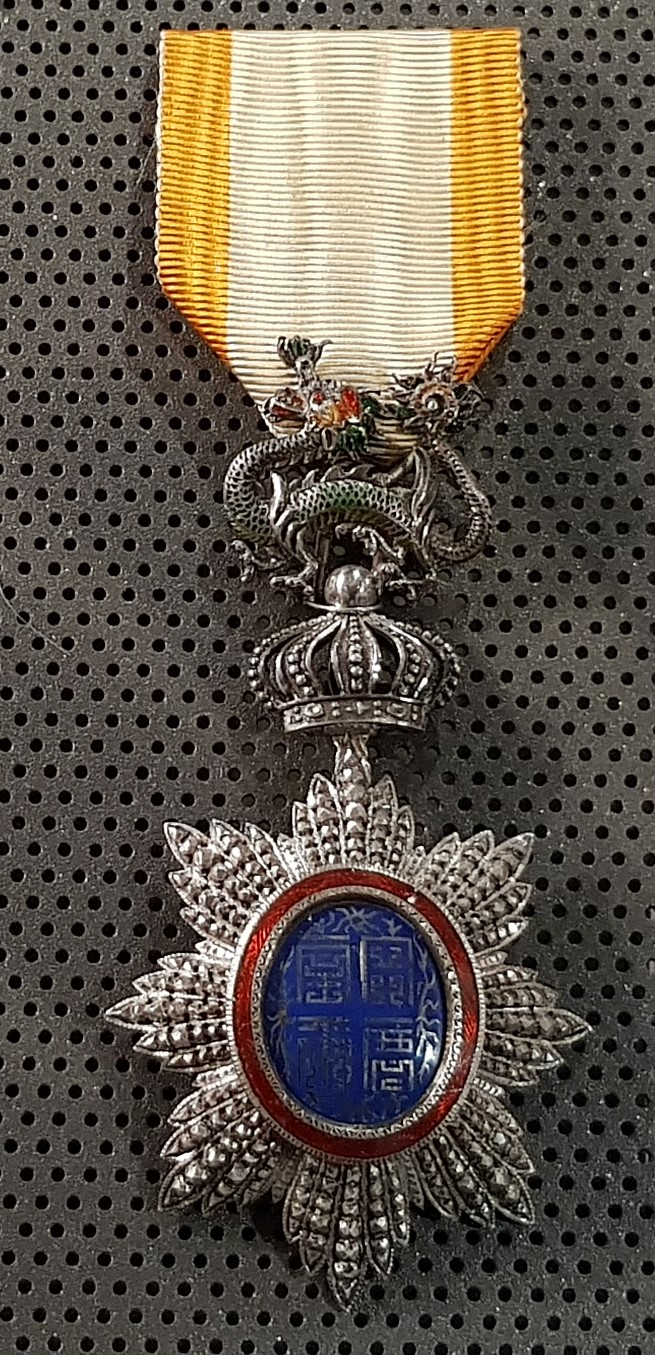
Modèle de croix de chevalier décernée entre 1899 et 1948

## Insignes
La médaille de l'ordre se présente sous différentes formes : une étoile légèrement allongée, en argent ou en or, surmontée d'une couronne cambodgienne, avec la couronne et les armoiries du roi en or sur fond bleu-violet, entourées d'un cercle rouge. Le revers de la médaille est brut. Afin de promouvoir l'ordre s'il était décerné par la France, la couronne cambodgienne fut remplacée par une couronne européenne surmontée d'une petite croix ; dans les premières années, l'ordre était même décerné sans couronne.
L'image centrale de l'étoile de l'ordre est identique à celle de la médaille, bien que la couronne soit manquante et que les rayons soient généralement lisses. L'étoile est allongée, les rayons verticaux étant plus longs que les rayons horizontaux. Les insignes des chevaliers sont en argent, tandis que ceux des grades supérieurs sont en or. La médaille et l'étoile sont aussi bien pour les civils que pour les soldats. Le ruban de l'ordre, initialement vert bordé de rouge, est devenu blanc bordé d'orange en 1899 (la même année, le gouvernement français a modifié les couleurs des rubans des cinq ordres coloniaux), avant de revenir au ruban rouge d'origine lorsqu'il est redevenu un ordre purement cambodgien.
La remise des insignes est accompagnée par un brevet.

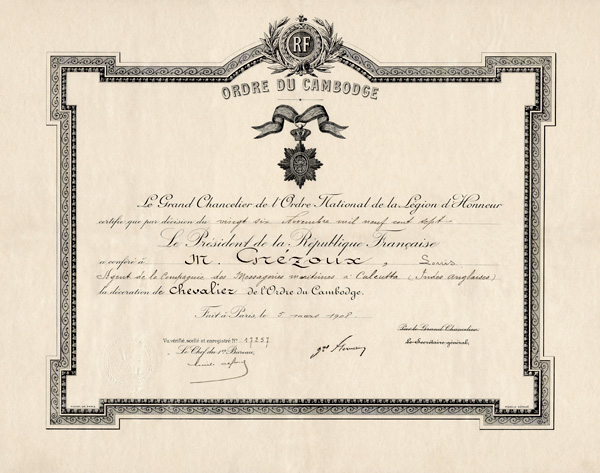
Brevet de Chevalier décerné en 1908, par la Grande chancellerie de la Légion d'honneur
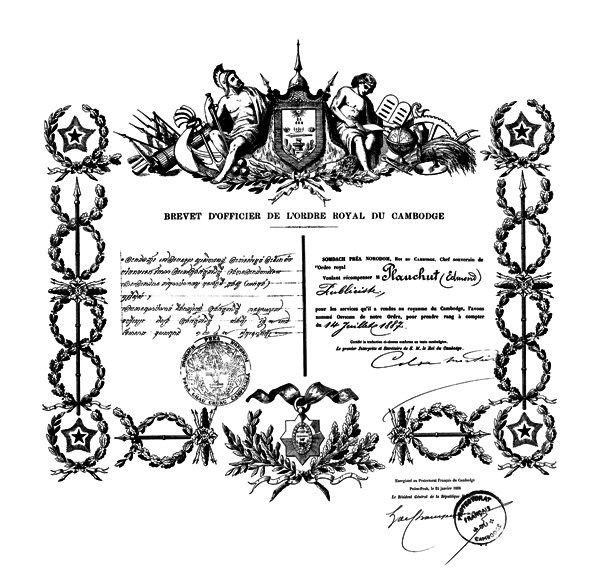
Brevet d'officier décerné par Somdach Préa Norodom, roi du Cambodge, en 1887
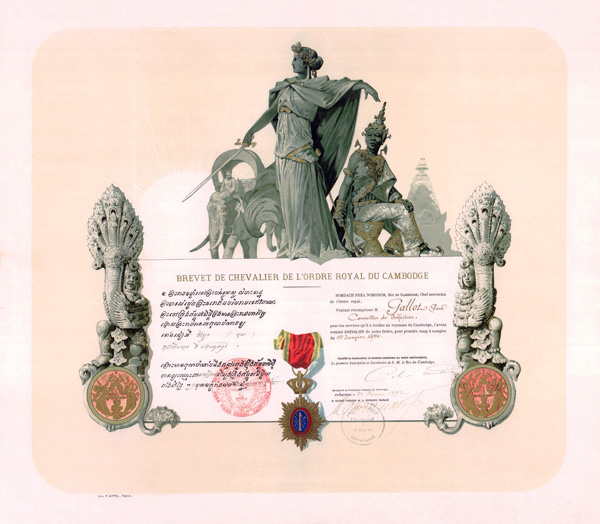
Brevet de Chevalier décerné par Somdach Préa Norodom, roi du Cambodge, en 1894

L'ordre est divisé en cinq classes comme suit (par ordre décroissant) :
1. Maha Seriwat (km : មហាសេរីវឌ្ឍន៍ / Grand-croix en français) consiste en une ceinture rouge bordée de vert, portée en diagonale sur les épaules du récipiendaire de droite à gauche. Il y a une étoile dorée décorée de pierres précieuses sur le côté gauche de la poitrine.
2. Mahasena (km : មហាសេនា / Grand-officier en français) se compose d'un insigne à ruban rouge avec une bordure verte porté autour du cou et d'une plaque en forme d'étoile dorée décorée de pierres précieuses sur la poitrine gauche du destinataire.
3. Thibodin (km : ធិបឌិ ន្ទ / Commandeur en français) : l'apparence du sceau et des décorations sont les mêmes que celles du grade Mahasena mais il n'y a pas de plaque.
4. Sena (km : សេនា / Officier en français) est un insigne à ruban rouge avec une bordure verte porté au-dessus de la poche de poitrine gauche du récipiendaire. Le ruban est décoré de rubans de fleurs plissés de la même couleur que les rubans de cet ordre royal.
5. Assarith (km : អស្សឬទ្ធិ / Chevalier en français) : l'apparence du sceau et des décorations sont les mêmes que celles du rang Sena. Mais il n'y a pas de décoration plissée en forme de fleur.

| Insignes depuis 1948              | Insignes depuis 1948  | Insignes depuis 1948            | Insignes depuis 1948              | Insignes depuis 1948                   |
| Chevalier (km) អស្សឬទ្ធិ Assariththi | Officier (km) សេនា Sena | Commandeur (km) ធិបឌិ ន្ទ Thibodin | Grand-officier (km) មហាសេនា Mahasena | Grand-croix (km) មហាសេរីវឌ្ឍន៍ Maha Seriwat |
| --------------------------------- | --------------------- | ------------------------------- | --------------------------------- | -------------------------------------- |
|                                   |                       |                                 |                                   |                                        |
|                                   |                       |                                 |                                   |                                        |

## Récipiendaires de l'ordre
Parmi les récipiendaires de l'ordre, on peut notamment citer de manière non exhaustive :
- Grand-croix : Léopold III, roi des Belges.
- Michel de la Chenelière, philanthrope
- Jean Gilles (général), commandeur
- Henri Bellieni, ingénieur et photographe nancéien.
- Josip Broz Tito, dirigeant de l'État socialiste yougoslave
- Hor Namhong, vice-Premier ministre et ministre des Affaires étrangères du Cambodge
- Gustave Besnard, amiral et Ministre de la Marine, Grand-croix le 25 avril 1891, commandement du croiseur Ducouëdic en Indochine (1878-1879), commandement de la Division navale d'Extrême-Orient (1890-1891) [4]
- Henri Mordacq, général de corps d'armée français et chef du cabinet militaire de Georges Clemenceau de 1917 à 1920, campagne de pacification du Haut-Tonkin de 1893 à 1896.
- Jean de Lattre de Tassigny, général d'armée et maréchal de France
- Jean-Baptiste Billot, général et homme politique français
- Léon Breton, président de l'Union cycliste internationale de 1922 à 1936
- Marcel Ribière, maire d'Auxerre, député puis sénateur de l'Yonne
- Auguste Lumière, industriel et biologiste français
- Maryse Bastié, aviatrice française,
- Albert Besson, médecin et homme politique français,
- Jean-David Levitte, diplomate français, pour « sa participation active en faveur de l’adoption des Accords de paix de Paris du 23 octobre 1991 »,
- Raoul Salan, général français
- Joseph Joffre, maréchal de France, généralissime lors de la Première Guerre mondiale, grand-croix.
- Henri Rieunier, ministre de la marine, député, grand officier de l'ordre décerné par le roi Somdach Préa Norodom le 1er août 1885.
- Octave Denis Victor Guillonnet, artiste peintre français
- Ernest Deuve (1843-1900), capitaine de frégate ayant participé à la campagne du Tonkin où il se distingue au sein de l'escadre de l'amiral Courbet.
- François Deuve (1892-1959), capitaine de vaisseau, fils du précédent. Alors lieutenant de vaisseau commandant la canonnière L'Inconstant, il remonte le Mékong jusqu'à Phnom Penh, L'Inconstant devenant ainsi le premier navire d'importance à réussir cet exploit. Décoré par le roi Sisowath.
- Émile Duboc (1852-1935).
- Charles Baret (1861-1934), directeur de théâtre.
- Hippolyte Herménégilde Tell (1865-1931), directeur de l'administration pénitentiaire à Cayenne en Guyane. Beau-père de Félix Éboué.
- François Marjoulet, général
- André Michelin
- Kao Kim Hourn, (1966-), homme politique cambodgien
- Tuanku Tengku Fauziah
- Marcel Alessandri
- Björn Stenvers
- Philippe Leclerc de Hauteclocque
- Song Tao
- François Zimeray
- Aun Pornmoniroth, (1965-), homme politique cambodgien
- Harry Timi, chef du district de Rangiroa, archipel des Tuamotu-Gambier, Polynésie française (1929)